# Kirkjufell
Kirkjufell je hora na západě Islandu, vysoká 463 m n. m. Nachází se nedaleko městečka Grundarfjörður u stejnojmenného zálivu na severním pobřeží poloostrova Snæfellsnes, zhruba 100 km vzdušnou čarou severozápadně od Reykjavíku.
Hora je tvořena převážně sopečnými hyaloklastity a byla zformována v období zalednění jako nunatak, což jí dalo charakteristický tvar připomínající střechu se strmými stěnami, vystupující přímo z mořského pobřeží. Ve středověku byla známá jako Sukkurtoppen (cukrová homole), název Kirkjufell znamená v islandštině „Kostelní vrch“. Na úpatí hory se nachází vodopád Kirkjufellfoss.
Hora je pro svoji nezaměnitelnost důležitým orientačním bodem a patří k nejfotografovanějším lokalitám na Islandu. Je využívána k pěší turistice i k horolezectví. Záběry Kirkjufellu byly také využity v seriálu Hra o trůny. Hora je také vyobrazena na obalu alba Wanderer německé hudební skupiny Heaven Shall Burn.